# Helsingkrona nation

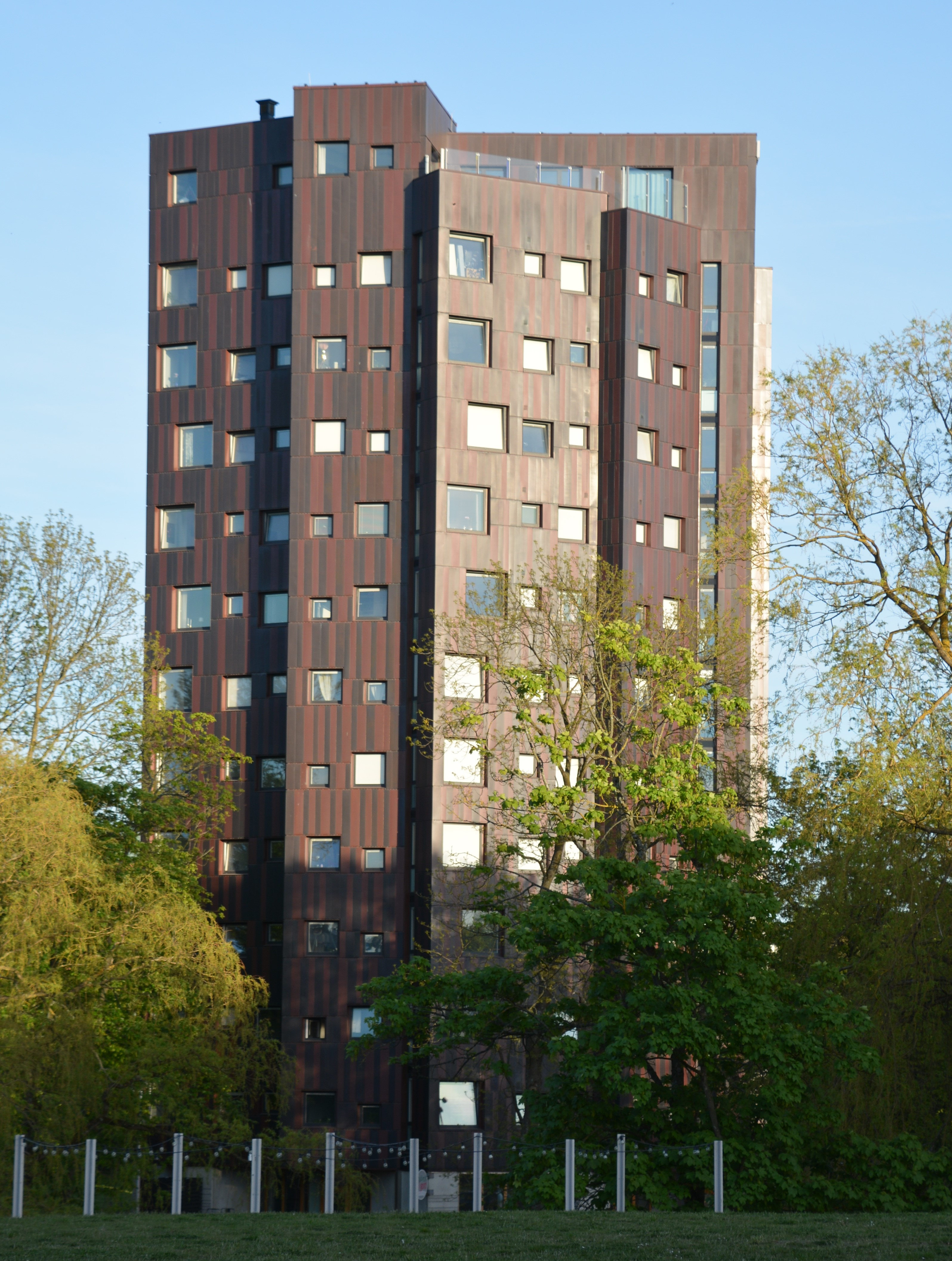
Tornet

Helsingkrona nation, formellt Helsingborgs-Landskrona nation, är en studentnation i Lund. Helsingkrona bildades 1890 vid delandet av den på 1600-talet grundade Skånska nationen. Nationens historiska upptagningsområde utgörs av nordvästra Skåne, men den är numera, liksom andra studentnationer, öppen för alla studerande vid Lunds universitet.[källa behövs]
Nationen ger ut tidningen Helsingkroniten samt har fotbollslaget FC Helsingkrona. Dess spexensemble Helsingkronaspexet hör till de äldsta verksamma nationsspexen i Lund.[källa behövs]
Första helgen i oktober avhålls nationens årliga bal med tillhörande ordenskapitel, den så kallade Snörsjöabalen. Balen är uppkallad efter en mosse i Markaryd i Småland som på 1940-talet donerades till nationen av Emmy Ekberg. Ordenstecknen utgörs av kartbilder av mossen.
Utöver den sociala verksamhet nationen bedriver genom sina olika utskott förvaltar den också ett större nationshus, Helsingkronagården (ibland kallat Mallorcahotellet), på Tornavägen. Huset uppfördes 1955–1957 efter ritningar av arkitekten Sten Samuelson och invigdes den 1 mars 1958. Från början hade huset bara fem våningar eftersom det var gränsen för hur långt brandkårens stegbil nådde, men arkitekten hade från början förberett för ett högre hus. Efter att reglerna ändrades i mitten av 1960-talet bygges ytterligare två våningar. Helsingkronagården rymmer 160 korridorrum, 21 lägenheter och 8 rum med pentry samt en pizzeria i bottenplan. Hösten 2015 stod bostadshuset Tornet färdigt, med 13 våningar, 69 lägenheter och en konferenslokalen Utsikten med utsikt över Lund, Malmö, Öresundsbron och Köpenhamn.  På bottenplan i Tornet inryms en salladsbar och studielokalen Insikten som kan brukas av boende på nationen. 2024 så invigdes nationens tredje bostadshus i södra delen av fastigheten. Det nya bostadshuset döptes efter förslag från medlemmarna till Villan, vilket knyter an till nationens två andra bostadshus, Huset och Tornet. Villan består av åtta våningar, där bottenvåningen håller en extern lunchrestaurang och de övre sju våningarna innehåller en  "storlägenhet" per våning, där varje lägenhet har ca 9 korridorsrum med plats för 10-12 studenter. I samband med bygget fick också Huset ett ansiktslyft med nya vita fasader och de champagnefärgade balkongerna togs bort och ersattes av vita balustrader. I och med invigningen av Villan har nationen nu möjlighet att erbjuda 419 studenter boende.
Nationens vapen utgörs av städerna Helsingborgs och Landskronas vapen och dess heraldiska färger är rött och blått (som nationsband används dock endast ett helrött band). Den officiella nationsförkortningen är HB.

## Kuratorer i urval
- Rurik Holm, kurator 1903–1904
- Gunnar Ahlgren, kurator 1920–1922
- Sture Bolin, kurator 1927–1928
- Gunnar Jarring, kurator 1933
- Krister Gierow, kurator 1935–1937
- Alf Åberg, kurator 1943
- Bertil Romberg, kurator 1951
- Bjarne Kirsebom, kurator 1968

## Nationsmedlemmar i urval

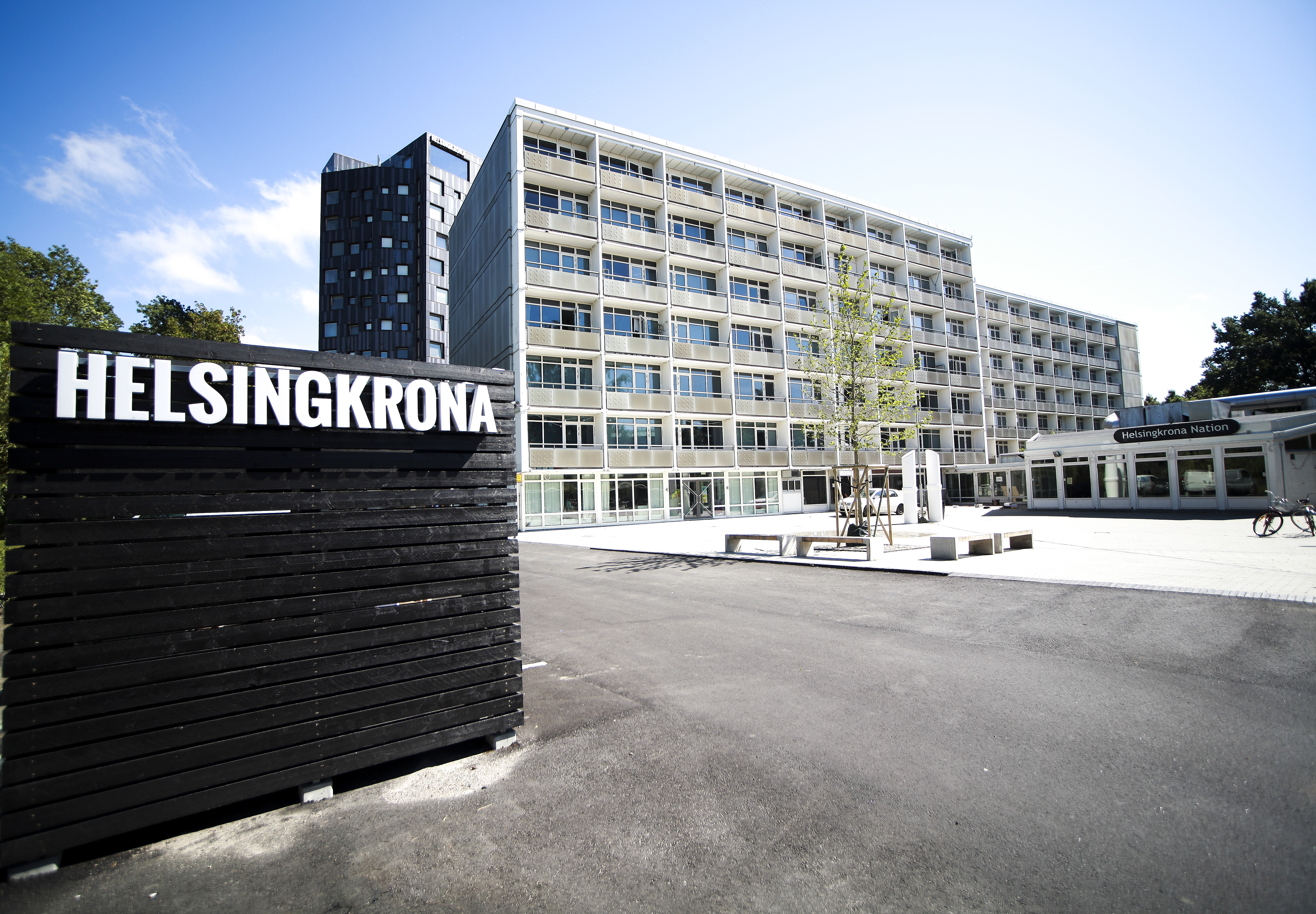

- Hans Alfredson, komiker, författare, regissör med mera
- Gun Hellsvik, justitieminister
- Pelle Holm, ordboksredaktör
- Christer Jönsson, professor emeritus
- Gabriel Jönsson, poet
- Patrick Meurling, inspektor em och spexförfattare (Djingis Khan)
- Per Ola Olsson, rektor
- Hildur Sandberg, radikal kvinnlig studentpionjär
- Johan Stenström, professor, litteraturvetare
- Stellan Sundahl, komiker, programledare
- Jörgen Weibull, historiker

## Kuratel (HT25)
- Kurator: Per Hansson[8]
- Prokurator Ekonomi: Erik Cerenius[8]
- Prokurator Social: Felix Hemark[8]
- Notarie: Mathilde Snijder[8]

## Inspektorer
Nuvarande inspektor är Elsa Trolle Önnerfors, docent i rättshistoria vid Lunds universitet.